# Erathem
Een erathem is het chronostratigrafisch equivalent van een geochronologische era. Verwarrend genoeg hebben de meeste erathems dezelfde naam als de corresponderende era's. Als men het over het Paleozoïcum heeft kan men bijvoorbeeld zowel de era Paleozoïcum (een tijdvak) als de erathem Paleozoïcum (alle gesteenten die in dat tijdvak werden gevormd) bedoelen.
Een erathem is een onderverdeling van een eonothem en wordt zelf ingedeeld in systemen.